# Pizzaeffekten
Pizzaeffekten är företeelsen att vissa fenomen i ett lands eller ett folks kultur förs över till annan kontext, där den blir mer välspridd och oftast något förändrad, varefter företeelsen återimporteras till ursprungslandet. Ordet används framför allt inom religionsvetenskap och sociologi, och kommer från att den moderna pizzan med ett stort urval av olika pålägg utvecklades bland italienska immigranter i USA. I Italien sågs den enklare, ursprungliga pizzan ner på, men när den italiensk-amerikanska pizzan återimporterats kom den att betraktas som en delikatess typisk för det italienska köket. Termen myntades 1970 av Agehananda Bharati, professor i antropologi vid amerikanska Syracuse University och hinduistisk munk.
Bharatis ursprungliga exempel handlade huvudsakligen om popularitet och status.
- Satyajit Rays Aputrilogin floppade först i Indien. Sedan blev filmerna prisbelönta i väst, omvärderades i hemlandet och kom att betraktas som en av indisk films klassiker.
- I Indien har Maharishi Mahesh Yogis meditationsskola och metod, transcendental meditation, och den religiösa rörelsen Hare Krishna haft framgångar baserade på sin spridning i väst. Samma sak gäller vissa former av yoga, vissa yogalärare och andra indiska system.
- Skriften Bhagavad-Gita har förvisso alltid varit högt värderad inom hinduismen, men så central som den nu anses vara blev den inte förrän västerlänningar försökt identifiera den som den "hinduiska Bibeln".

Bland andra exempel, beskrivna av andra, finns:
- Grundarna av Teosofiska sällskapet, Helena Blavatsky och Henry Steel Olcott, tog intryck av österländska religioner. De placerade sitt högkvarter i Madras i Indien, och därifrån spreds deras synvinklar och synsätt till Indien.
- På liknande sätt utvecklades ett slags "buddistisk modernism", eller protestantisk buddism, av västerlänningar som enligt forskaren Stephen Jenkins förväxlade denna sin skapelse med ursprunglig buddism från Sri Lanka. Denna slags buddism influerade sedan den srilankesiske buddisten Anagarika Dharmapala; han och Teosofiska sällskapet var kärnfigurer för spridning av buddism både i Indien och i Väst.
- Enligt forskaren Kim Knott var Mahatma Gandhi inte särskilt intresserad av religion före sina juridikstudier i London. Där läste han Bhagavad-Gita på engelska, i Edwin Arnolds översättning, och blev mycket påverkad av Arnolds andlighet.
- Sydasiatisk buddism är påverkad av översättningar skapade av brittiska Pali Text Society.
- Den arabiske filosofen Ibn-Rushds (i västerländet känd som Averroës) religiösa tankar blev under 1800-talet populär hos vänsterlänningar som Ernest Renan. Därifrån spreds intresset från honom till den arabiska renässansen Al-Nahda i slutet av 1800-talet och början av 1900-talet.
- Maträtten chicken tikka masala skapades i Storbritannien, inspirerad av indisk matlagning. Maträtten har kommit att bli populär även i Indien.
- Enligt forskaren David Miller har västerlänningar skapat ett intresse för de fyra Vedaskrifterna och Upanishaderna som texter i sig själva, utan hänseende till det oändliga antal kommentarer till dessa skrifter som indiska lärde använt för att tolka och systematisera dessa texter. Indiska forskare har sedan tagit efter detta sätt att analysera texterna, och på så sätt missat stora delar av indiska etiska traditioner.